# Château Frontenac

Fairmont Le Château Frontenac, normalt omtalt som Château Frontenac, er et historisk hotel i Quebec City, Quebec, Canada. Det ligger i bydelen Old Quebec, i den historiske bydels Upper Town. Château Frontenac blev tegnet af Bruce Price, og opført af Canadian Pacific Railway. Hotellet er i dag en del af Fairmont Hotels and Resorts.
Det åbnede i 1893, og er opført i châteauestil. Det har 18 etager og er 80 m højt, hvilket bliver ekstra markant, det det liger på en forhøjning på 54 m. Det var byens højeste bygning fra 1924-1930. Det er et af de første af landets store jernbanehoteller, og det blev optaget som National Historic Site of Canada i 1981. Hotellet er blevet udvidet tre gange, hvoraf den sidste store udvidelse skete i 1993.